# Нюхаловка
Нюхаловка (
сибирскотат. 
Патале, Хаккуль) — река в России, протекает по Омской области. Впадает в Иртыш на 1493 км по левому берегу. Длина реки — 71 км. Высота устья — 57 м над уровнем моря.

## Этимология
- Местное название — Патале, слово обозначает изгиб реки[2].

## Данные водного реестра
По данным государственного водного реестра России относится к Иртышскому бассейновому округу, водохозяйственный участок реки — Иртыш от впадения реки Омь до впадения реки Ишим, без реки Оша, речной подбассейн реки — бассейны притоков Иртыша до впадения Ишима. Речной бассейн реки — Иртыш.